# Litochila guizhouensis
Litochila guizhouensis là một loài tò vò trong họ Ichneumonidae.